# John Williamson
John Lee Williamson (nascut el 10 de novembre de 1951 a New Haven, Connecticut i mort en la mateixa ciutat el 30 de novembre de 1996) va ser un jugador de bàsquet estatunidenc que va disputar cinc temporades en lNBA i tres més en l'ABA. Amb 1,88 metres d'alçada, jugava en la posició de base.